# Karl-Heinz Manja
Karl-Heinz Manja (* 2. März 1922 in Hamburg; † 27. Februar 2012) war ein deutscher Fußballspieler, -trainer und -funktionär. Der zwei Jahre jüngere Bruder des Offensiv-Regisseurs Kurt brachte es bei den Rot-Weißen des Eimsbütteler TV von 1948 bis 1956 auf 215 Ligaspiele mit 15 Toren in der damals erstklassigen Fußball-Oberliga Nord und ist damit der Oberliga-Rekordspieler des ETV. Zuvor gehörte er schon 1940 und 1942 den Meistermannschaften in der Gauliga Nordmark an.

## Laufbahn

### Jugend und Gauliga, 1932 bis 1943
Mit 10 Jahren begann der Schüler Karl-Heinz Manja mit dem Fußball im Verein. Er spielte bis zum 16. Lebensjahr bei Uhlenhorst-Herta und schloss sich dann dem Eimsbütteler TV an. Mit 17 Jahren, 1939, durfte er in der 1. Mannschaft des ETV die ersten Gehversuche unternehmen. Für den jungen Nachwuchsspieler war es eine Ehre, an der Seite von Könnern wie „Derle“ Ahlers, Otto Lüdecke, Ernst Timm, Hans Rohde, Otto Rohwedder, Herbert Panse und seinem Bruder Kurt auflaufen zu dürfen. In seiner ersten Saison bei den Senioren, 1939/40, waren durch den Ausbruch des Zweiten Weltkrieges die vormaligen Abläufe hinfällig und es wurde zuerst eine Hamburger Kriegsmeisterschaft 1939 gestartet, welche aber abgebrochen wurde, da dann doch noch eine Bereichsliga Nordmark 1939/40 in zwei Staffeln ab November 1939 gestartet wurde. Der ETV wurde in Staffel B und der HSV in der Staffel A Gruppensieger und sie trugen im April/Mai 1940 zwei Entscheidungsspiele um die Meisterschaft aus. Das Hinspiel gewannen die Mannen um die Gebrüder Manja mit 4:1 und setzten sich dann auch im Rückspiel überlegen mit 6:0 durch. In der Endrunde um die deutsche Fußballmeisterschaft belegte Eimsbüttel in den Gruppenspielen hinter dem Dresdner SC mit 7:5 Punkten den 2. Rang. Eine überraschende 0:1-Heimniederlage am 26. Mai 1940 gegen den 1. SV Jena war mit der abschließenden 0:3-Heimniederlage gegen den starken DSC – mit Spielern wie Willibald Kreß, Herbert Pohl, Heinz Hempel, Walter Dzur, Helmut Schön, Heinrich Schaffer, Richard Hofmann, Heinz Kapitän – mitentscheidend am Nichteinzug in das Halbfinale. Manja II hatte in der Endrunde in sechs Spielen ein Tor erzielt und überwiegend als rechter Außenläufer im damaligen WM-System agiert.
Den zweiten Meistertitel gewann Manja mit dem ETV in der Kriegsrunde 1941/42, mit zwei Punkten Vorsprung vor dem HSV. Da er Anfang 1941 zur Wehrmacht eingezogen worden war, konnte er nur sporadisch im Rundenverlauf eingreifen und war auch im Endrundenspiel am 24. Mai 1942 bei Werder Bremen (1:4) nicht einsatzbereit. Manja II hat mit der Nordmark-Auswahl an Spielen am 6. Oktober 1940 gegen Danzig/Westpreußen (3:1), am 12. Januar 1941 gegen Südwest (2:4) und am 9. November 1941 in Breslau gegen Niederschlesien (3:0) teilgenommen. Er spielte dabei unter anderem an der Seite der ETV-Mannschaftskollegen Hans-Jürgen Kowalkowski, Hans Rohde, Herbert Panse, Wilhelm Ahlers und Bruder Kurt. Karl-Heinz Manja kehrte 1945 unbeschadet aus amerikanischer Gefangenschaft zurück und stellte sich wieder seinem Verein als Aktiver zur Verfügung.

### Oberliga Nord, 1948 bis 1956
Nach dem Zweiten Weltkrieg prägten die Brüder Manja die ETV-Zeit in der Oberliga Nord zwischen 1948 und 1956, als die Eimsbütteler zeitweise als „Mannen um die Gebrüder Manja“ bezeichnet wurden. Mit dem Meisterschaftsgewinn 1947/48 in der Alster-Staffel mit 35:1 Punkten stieg die Manja-Elf in die Oberliga Nord auf. In die Oberliga startete der ETV am 29. August 1948 mit einem 1:1-Heimremis gegen Arminia Hannover; Karl-Heinz spielte rechter Verteidiger und Kurt führte als Mittelstürmer den Angriff. Am Rundenende belegte Eimsbüttel den 6. Rang und Manja II hatte in 19 Ligaspielen sieben Tore erzielt. Beim 2:1-Heimerfolg am 26. September in der Hinrunde gegen den Hamburger SV vor 15.000 Zuschauern war er als rechter Außenläufer aktiv. Das beste Rundenergebnis in der Oberliga erzielte er mit dem ETV in der Saison 1951/52 mit dem 4. Rang – punktgleich mit St. Pauli als Tabellendritter –, wobei er alle 30 Ligaspiele an der Seite von Torjäger Gerhard Ihns (18 Tore) absolviert hatte.
Sein letztes Oberligaspiel bestritt der ETV-Rekordspieler in der Oberliga Nord am 9. April 1956 bei einem 2:2-Heimremis gegen den VfL Wolfsburg, wo er neben Mittelläufer Reinhold Ertel als Verteidiger in der Abwehr agierte.

## Trainer und Funktionär
Karl-Heinz Manja übernahm zur Saison 1958/59 das Traineramt an der Hoheluft. Genoss er als Aktiver den Ruf, als Teil der Manja-Dynastie ein strenges Regiment über junge, nachrückende Kicker zu führen, wagte er nun in seiner neuen Funktion einen radikalen Umbruch und gewann souverän die Hamburger Amateurmeisterschaft. In der Aufstiegsrunde zur Oberliga Nord scheitert der ETV aber am Blumenthaler SV, VfB Oldenburg und dem VfB Lübeck und kann 1959/60 auch nicht den Titel verteidigen. Danach beendet Manja II seine Trainertätigkeit. 1962 wurde er in den Spielausschuss des Hamburger Fußballverbandes gewählt und später wurde er Vorsitzender des Sportgerichts des HFV.